# Список авианосцев ВМФ СССР и России

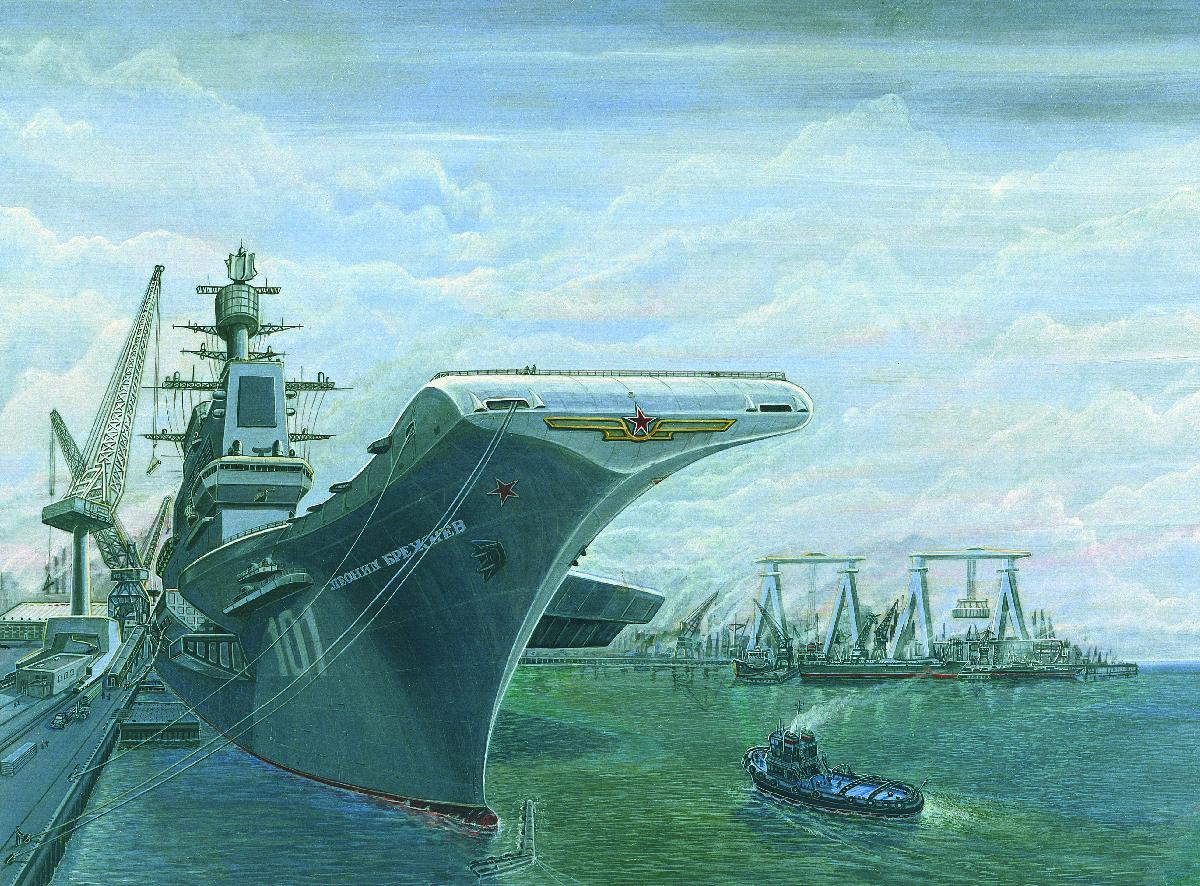
ТАРКР «Леонид Брежнев» у достроечной стенки, иллюстрация из журнала Soviet Military Power 1987 года

## Аэростатоносцы
| Русь | Германия |  | 1887 (как пароход Lahn) | 19.11.1904 (переоборудован) |  | 9 600 | 136,6 | 9 500 | 9 |  |

## Гидроавиатранспорты
| Название                  | Верфь                                                | Заложен | Спущен                                           | В строю                     | Списан     | Водоизмещение (наибольшее), т | Длина, м | Мощность движителей, л.с. | Авиационная группа (гидроаэропланы) | Примечания |        |        |        |        |        |        |        |        |        |
| Орлица                    | Орлица                                               | Орлица  | Орлица                                           | Орлица                      | Орлица     | Орлица                        | Орлица   | Орлица                    | Орлица                              | Орлица | Орлица | Орлица | Орлица | Орлица | Орлица | Орлица | Орлица | Орлица | Орлица |
| ------------------------- | ---------------------------------------------------- | ------- | ------------------------------------------------ | --------------------------- | ---------- | ----------------------------- | -------- | ------------------------- | ----------------------------------- | --- | ------ | ------ | ------ | ------ | ------ | ------ | ------ | ------ | ------ |
| Орлица                    | Caledon shipbuilding and engineering, Великобритания |         | 1903 (как пароход Вологда)                       | 1915 (переоборудован)       | 27.07.1918 | 3 800                         | 91,5     | 2 200                     | 4                                   | 27.07.1918 разоружен в пароход и переименован в Совет, разобран в 1964.                                                     |        |        |        |        |        |        |        |        |        |
| Тип Император Александр I |                                                      |         |                                                  |                             |            |                               |          |                           |                                     | |        |        |        |        |        |        |        |        |        |
| Император Александр I     | Denny W. & Bros. Ltd., Дамбартон, Великобритания     |         | 15.01.1913 (как пароход Император Александр III) | 1915 (переоборудован)       | 1919       | 8 575                         | 116,2    | 788                       | 8                                   | В 1919 уведён во Францию, в 1921 разоружен в пароход и переименован в Ламартин, 22.11.1942 затонул в бухте Далонг (Вьетнам) |        |        |        |        |        |        |        |        |        |
| Император Николай I       | John Brown & Company, Клайдбанк, Великобритания      |         | 08.1913 (как пароход)                            | 1915 (переоборудован)       | 1919       | 8 575                         | 116,2    | 788                       | 7                                   | В 1918 уведён во Францию, в 1921 разоружен в пароход и переименован в Пьер Лоти, 11.04.1943 затонул у Габона                |        |        |        |        |        |        |        |        |        |
| Коммуна                   |                                                      |         |                                                  |                             |            |                               |          |                           |                                     | |        |        |        |        |        |        |        |        |        |
| Коммуна                   | Сормовский завод                                     |         | (баржа)                                          | 17.08.1918 (переоборудован) |            | 3 100                         | 140      | 120 (буксир)              | 9                                   | |        |        |        |        |        |        |        |        |        |

## Противолодочные крейсеры-вертолётоносцы
| Москва    | Черноморский судостроительный завод | 15.12.1962 | 14.01.1965 | 25.12.1967 | 7.11.1996 | 15 210 | 189 | 90 000 | 14 | В 1997 продан в Индию и разобран. |
| Ленинград | Черноморский судостроительный завод | 15.01.1965 | 31.07.1966 | 22.04.1969 | 5.12.1992 | 15 210 | 189 | 90 000 | 14 | В 1995 продан в Индию и разобран. |
| Киев      | Черноморский судостроительный завод | 20.02.1968 |            |            |           | 17 280 | 199 |        | 22 | Строительство отменено 2.09.1968. |

## Авианесущие крейсеры
| Название                        | Верфь                               | Заложен                  | Спущен                   | В строю                  | Списан                   | Водоизмещение (наибольшее), т | Длина, м                 | Мощность движителей, л.с. | Авиационная группа (самолёты+вертолёты) | Примечания |                          |                          |                          |                          |                          |                          |                          |                          |                          |
| Проект 1143.1-4 «Кречет»        | Проект 1143.1-4 «Кречет»            | Проект 1143.1-4 «Кречет» | Проект 1143.1-4 «Кречет» | Проект 1143.1-4 «Кречет» | Проект 1143.1-4 «Кречет» | Проект 1143.1-4 «Кречет»      | Проект 1143.1-4 «Кречет» | Проект 1143.1-4 «Кречет»  | Проект 1143.1-4 «Кречет»                | Проект 1143.1-4 «Кречет» | Проект 1143.1-4 «Кречет» | Проект 1143.1-4 «Кречет» | Проект 1143.1-4 «Кречет» | Проект 1143.1-4 «Кречет» | Проект 1143.1-4 «Кречет» | Проект 1143.1-4 «Кречет» | Проект 1143.1-4 «Кречет» | Проект 1143.1-4 «Кречет» | Проект 1143.1-4 «Кречет» |
| ------------------------------- | ----------------------------------- | ------------------------ | ------------------------ | ------------------------ | ------------------------ | ----------------------------- | ------------------------ | ------------------------- | --------------------------------------- | --- | ------------------------ | ------------------------ | ------------------------ | ------------------------ | ------------------------ | ------------------------ | ------------------------ | ------------------------ | ------------------------ |
| Киев                            | Черноморский судостроительный завод | 21.07.1970               | 26.12.1972               | 28.12.1975               | 30.06.1993               | 41 380                        | 272                      | 142 000                   | 16+18                                   | В 2000 продан в Китай, где стал экспонатом и в 2011 также отелем в тематическом парке «Бинхай» в Тяньцзине. 39°09′19″ с. ш. 117°48′30″ в. д.                                                                          |                          |                          |                          |                          |                          |                          |                          |                          |                          |
| Минск                           | Черноморский судостроительный завод | 28.11.1972               | 30.09.1975               | 27.09.1978               | 30.06.1993               | 41 380                        | 272                      | 142 000                   | 16+18                                   | В 1995 продан в Южную Корею для разборки, в 2006 перепродан в Китай и стал экспонатом тематического парка Minsk World в Шэньчжэне, в 2016 продан для тематического парка в Наньтуне. 22°33′13″ с. ш. 114°14′12″ в. д. |                          |                          |                          |                          |                          |                          |                          |                          |                          |
| Новороссийск                    | Черноморский судостроительный завод | 30.09.1975               | 26.12.1978               | 24.11.1982               | 30.06.1993               | 43 220                        | 273                      | 142 000                   | 18+18                                   | В 1994 продан в Южную Корею, в 1997 разобран. |                          |                          |                          |                          |                          |                          |                          |                          |                          |
| Адмирал Горшков                 | Черноморский судостроительный завод | 26.12.1978               | 31.03.1982               | 20.12.1987               | 5.03.2004                | 45 390                        | 273,1                    | 180 000                   | 20+16                                   | В 2000 продан в Индию, к 2013 реконструирован по её заказу с перестройкой в классический авианосец, переименован в Викрамадитья. В составе ВМС Индии.                                                                 |                          |                          |                          |                          |                          |                          |                          |                          |                          |
| Проект 1143.5-6 «Кречет»        |                                     |                          |                          |                          |                          |                               |                          |                           |                                         | |                          |                          |                          |                          |                          |                          |                          |                          |                          |
| Адмирал Кузнецов                | Черноморский судостроительный завод | 1.09.1982                | 4.12.1985                | 20.01.1991               |                          | 61 390                        | 306,5                    | 200 000                   | 30+20                                   | В составе ВМФ России. |                          |                          |                          |                          |                          |                          |                          |                          |                          |
| Варяг                           | Черноморский судостроительный завод | 6.12.1985                | 25.11.1988               |                          |                          | 59 500                        | 304,5                    | 200 000                   | 26+24                                   | Строительство остановлено в 1992. В 1998 продан Украиной Китаю, где к 2012 достроен, переименован в Ляонин. В составе ВМС КНР.                                                                                        |                          |                          |                          |                          |                          |                          |                          |                          |                          |
| Проект 1143.7 «Кречет», атомный |                                     |                          |                          |                          |                          |                               |                          |                           |                                         | |                          |                          |                          |                          |                          |                          |                          |                          |                          |
| Ульяновск                       | Черноморский судостроительный завод | 25.11.1988               |                          | 1995 (планировалось)     |                          | 79 758                        | 324,6                    | 280 000                   | 70                                      | Строительство остановлено в 1991, разобран в 1992. |                          |                          |                          |                          |                          |                          |                          |                          |                          |